# The Saugus Advertiser
The Saugus Advertiser (L'Annonceur de Saugus) est le plus ancien journal paraissant dans la ville de Saugus, au Massachusetts ; il est toujours imprimé. À l'origine, il a été fondé par le colonel Alfred Woodward au début des années 1930. En raison de sa longévité, il a un statut spécial auprès de la ville de Saugus et est le seul journal autorisé à publier des notices juridiques à Saugus.
Il paraît une fois par semaine, le jeudi.